# Полевий Іван Григорович
Полевий Іван Григорович (26 серпня 1949, с. Цапівці, Заліщицький р-н, УРСР — 1 листопада 2020, Тернопіль, Україна) — український політик, громадський діяч, член Української Гельсінкської спілки.

## Життєпис
Полевий Іван Григорович народився 26 серпня 1949 року в селі Цапівці (Поділля) Заліщицького району Тернопільської області в сім'ї селян Євдокії і Григорія. Навчався в Цаповецькій восьмирічній і Товстенській середніх школах. З 1967—1972 pp. студент Чернівецького державного університету фізико-математичного факультету, кафедра прикладної математики. Учасник філософсько-літературних груп університету і студентських будівельних загонів. Першорозрядник: шахи, велосипед, футбол, баскетбол. Не був членом КПРС/КПУ.
В 1972 році закінчив Чернівецький державний університет, отримав спеціальність інженера-програміста.
Починаючи з 1972 року по 1986 працював в Сєверодонецьку Луганської області по впровадженню систем АСУ в радіоелектронній, нафтовій і хімічній промисловостях. Маючи добрі знання з університету побудував кар'єру від інженера-програміста до начальника сектору, заступника начальника відділу АСУ і начальника інженерно-технологічного територіального управління в Луганській області. Одночасно передавав набутий практичний досвід студентам з програмування у вишах за спеціальністю прикладна математика. Мав досвід викладацької роботи в вишах і наукові праці по АСУ практичного напрямку.
У 1986 році Іван Полевий переїхав до Тернополя, де почав працювати заступником начальника відділу САПР. На цій посаді працював до 1991 року. Член Української Гельсинської Спілки і Української Республіканської партії. Член Народного Руху України з перших днів його заснування. Делегат і учасник всіх з'їздів УРП і перших двох з'їздів НРУ. Депутат Тернопільської обласної Ради народних депутатів. Член Ради товариства Творчої Молоді «Відродження».
В 1990 році обраний депутатом міської та обласної рад народних депутатів, працював в комісіях по культурі та національному відродженню, комісії законності та правопорядку та обласній планово-бюджетній комісії.
Починаючи з лютого 1991 року Полевий перейшов на професійну політичну роботу. Очолював в 1991 році міську організацію УРП. З лютого 1991 року — теоретичний секретар, заступник голови, а з травня 1992 року голова Тернопільської обласної організації УРП. Член Всеукраїнської Ради і Проводу УРП. За проявлений хист організатора його обирають заступником голови обласної організації УРП. В 1993 році обирають головою Тернопільської обласної організації УРП, яку очолював на громадських засадах. За роки праці Іван Полевий набуває професійного досвіду у політичній роботі, стає справжнім лідером республіканців Тернопільської області.
З 1995 року Іван Полевий працював помічником-консультантом народного депутата України Богдана Гориня. 3 жовтня 1996 р. — заступник голови облдержадміністрації з гуманітарних та політико-правових питань. У 1998 р. переходить на роботу в управління соціального захисту на посаду заступника начальника управління (пізніше головне управління праці та соціального захисту).

## Сімейний стан
Був одружений. Дружина Полева Раїса Павлівна, 1950 р. н., працювала методистом Тернопільського обласного інституту післядипломної педагогічної освіти. На теперішній час — пенсіонерка. Має доньку Наталю та сина Володимира.

## Місця роботи
- 01.1967-09.1967 — Робочий Товстенської міжколгоспної будівельної організації
- 09.1967-06.1972 — Студент Чернівецького державного університету
- 07.1972-12.1973 — Інженер Сєверодонецького спеціалізованого монтажно налагоджувального управління тресту «Укравтоматика»
- 12.1973-02.1976 — Старший інженер Сєверодонецького відділу Київського проектно-конструкторського бюро автоматизованих систем управління тресту «Укравтоматика»
- 02.1976-06.1977 — Старший інженер Люберецького спеціалізованого Управління по КВП і автоматизації тресту ОРГХІМ
- 06.1977-04.1981 — Начальник виробничої дільниці, начальник інженерно-технологічної територіальної дільниці в тому ж управлінні
- 04.1981-05.1982 — Начальник ІТТУ Сєвєродонецького галузевого виробничого управління тресту «Оргміндобрива»
- 05.1982-08.1986 — Головний технолог, перший заступник відділу АСУ того ж управління
- 08.1986-02.1991 — Провідний інженер Тернопільського конструкторського бюро дослідних робіт, начальник сектору

## Громадсько-політична діяльність
- З 1989 р. — член Української Гельсинської спілки
- 1990—1995 рр. — депутат Тернопільської обласної ради.
- 02.1991-05.1992 рр. — Ідеологічний секретар Тернопільської обласної організації УРП.
- 1991—1995 рр. — депутат Тернопільської міської ради.
- 05.1992-1996 рр.— Голова Тернопільської обласної організації УРП, РХП https://zz.te.ua/kerivnyky-politychnyh-partij/.
- 1998 р. — Референт-помічник народного депутата України Богдана Гориня.
- 10.1996-11.1998 рр. — Заступник голови Тернопільської обласної державної адміністрації[5]
- 11.1998- 2009 рр. — Заступник начальника управління соціального захисту населення
- 1999 р. — референт-помічник народного депутата України Миколи Горбаля.
- 2009—2014 рр. — робота в громадській приймальні народного депутата України А.Гриценка.

Дата прийняття присяги державного службовця: 1.03.1996. Ранг (дата присвоєння): 5
Нагороджений відзнакою «20 років Незалежності України»